# Varpusaari (ö i Kajanaland, Kehys-Kainuu, lat 65,29, long 28,96)
Varpusaari är en ö i Finland. Den ligger i sjön Piispajärvi och i kommunen Suomussalmi i den ekonomiska regionen  Kehys-Kainuu  och landskapet Kajanaland, i den nordöstra delen av landet, 600 km norr om huvudstaden Helsingfors. Öns area är 1,4 hektar och dess största längd är 160 meter i öst-västlig riktning.